# Алаканук (Аляска)
Алаканук (англ. Alakanuk, юпик. Alarneq) — город в зоне переписи населения Кусилвак, штат Аляска, США. Население составляет 774 человека (оценка, 2019 год).

## География
Алаканук расположен у восточного входа в рукав Алаканук-Пасс (один из рукавов в дельте реки Юкон), в 24 км от Берингова моря, примерно в 261 км к северо-западу от города Бетел. Населённый пункт простирается вдоль речного рукава почти на 5 км, что делает его самой длинной деревней в низовьях Юкона. Примерно 25 домов, расположенных вдоль берега, пострадали от речной эрозии.
Площадь города составляет 106,2 км², из них 83,8 км² — суша и 22,4 км² — открытые водные пространства.

## История
Город был инкорпорирован 28 октября 1969 года.

## Население
По данным переписи 2000 года, население города составляло 652 человека. Расовый состав: коренные американцы — 95,40 %; белые — 1,99 %; азиаты — 0,15 % и представители двух и более рас — 2,45 %.
Из 139 домашних хозяйств в 59,7 % — воспитывали детей в возрасте до 18 лет, 57,6 % представляли собой совместно проживающие супружеские пары, в 12,9 % семей женщины проживали без мужей, 15,1 % не имели семьи. 10,8 % от общего числа домохозяйств на момент переписи жили самостоятельно, при этом 2,9 % составили одинокие пожилые люди в возрасте 65 лет и старше. В среднем домашнее хозяйство ведут 4,69 человек, а средний размер семьи — 5,19 человек.
Доля лиц в возрасте младше 18 лет — 44,6 %; лиц в возрасте от 18 до 24 лет — 12,9 %; от 25 до 44 лет — 21,9 %; от 45 до 64 лет — 13,7 % и лиц старше 65 лет — 6,9 %. Средний возраст населения — 20 лет. На каждые 100 женщин приходится 111,0 мужчин; на каждые 100 женщин в возрасте старше 18 лет — 109,9 мужчин.
Средний доход на совместное хозяйство — $26 346; средний доход на семью — $26 500. Средний доход на душу населения — $6884. Около 32,5 % семей и 33,8 % населения живут за чертой бедности, включая 34,1 % лиц в возрасте младше 18 лет и 25,8 % лиц старше 65 лет.

### Динамика численности населения[1]
| 2010 | 2011 | 2012 | 2013 | 2014 | 2015 | 2016 | 2017 | 2018 | 2019 |
| ---- | ---- | ---- | ---- | ---- | ---- | ---- | ---- | ---- | ---- |
| 678  | 720  | 729  | 742  | 753  | 764  | 760  | 766  | 774  | 774  |

## Транспорт
Алаканук не связан автомобильными дорогами с другими населёнными пунктами. Основным средством сообщения с внешним миром является малая авиация. Город обслуживается аэропортом Алаканук. Кроме того, город доступен для барж, идущих с реки Юкон или с Берингова моря. Для поездок по городу и окрестностям используются снегоходы и лодки.